# Julius Caesar Thitz

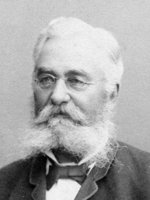
Julius Caesar Thitz.

Ernst Gustav Julius Caesar Fredrik Wilhelm Atos Porthos Aramis Romulus Remus Thitz, J.C. Thitz, född 8 maj 1826 i Helsingfors, död 21 februari 1899 i Oulais, var en finländsk konteramiral för den ryska kejserliga flottan.

## Militär karriär
Thitz studerade 1834–1838 vid Helsingfors lyceum. 1843 tog han värvning som kvartersmästare vid första finska sjöekipaget. 1854 flyttade han till andra finska sjöekipaget. Under Krimkriget deltog han i Sveaborgs försvar. Han befordrades till löjtnant 1855 och flyttade efter kriget tillbaka till första sjöekipaget. Thitz avgick från flottan 1880 och befordrades samtidigt till konteramiral med pension och rätt att bära uniform.
Efter avgången från det militära arbetade Thitz som sjökapten på ett ångfartyg på rutten St Petersburg–Peterhof–Kronstadt i Finska viken. I början av 1887 återgick Thitz till det militära då han utnämnts till krigskommissarie i Uleåborgs läns andra uppbådskrets (som omfattade Brahestad och Oulais). Thitz skötte sina förpliktelser som befälhavare över uppbådsområdet fram till sin död 1899.
| Datum             | Tjänstegrad                   |
| ----------------- | ----------------------------- |
| 8 maj 1843        | Kvartersmästare av 2:a rangen |
| 29 mars 1845      | Junkare                       |
| 21 augusti 1850   | Midshipsman                   |
| 11 september 1855 | Löjtnant                      |
| 8 juni 1866       | Kaptenlöjtnant                |
| 12 april 1874     | Kapten av 2:a rangen          |
| 13 januari 1879   | Kapten av 1:a rangen          |
| 24 maj 1880       | Konteramiral                  |

## Familj
Ernst Gustav Julius Thitz var son till kapten Gustav Fredrik Thitz (1794–1864) och Karolina Fredrika Albertina Munck af Fulkila (1796–1877). Han gifte sig i Borgå 1864 med sin kusin Sofia Lovisa Munch af Fulkila (1825–1888). Makarna ligger begravda i Helsingfors.
Tillsammans fick de två barn, handelsmannen August Fredrik Julius Caesar (1865–1957) och Elna Sofia Karolina (1867–1869). Sonen gifte sig aldrig och var barnlös.
Släkten Thitz kom från Tyskland genom Sverige till Finland 1753 då Ernst Gustav Julius' farfarsfar Johan Gottfrid Thitz (1726–1793) kom som gesäll till det nygrundade Åviks glasbruk i Somero.

## Namnet
Ernst Gustav Julius Thitz är amiralens födelsenamn. Det sägs att Thitz kommit på de åtta extra förnamnen Caesar Fredrik Wilhelm Atos Porthos Aramis Romulus Remus när han skrev in sig vid anmälningen till soldatskolan, det blev hans officiella namn i statskalendern. Han använde sig av signaturen J. C. Thitz, hemmavid kallades han Julius.

## Thitz som person
Efter att Thitz i december 1886 utnämnts till krigskommissarie i Uleåborgs län flyttade familjen flyttade till Oulais, men inte till det för 13:e reservkompaniet nyligen uppförda kasernområdet utan till Räsy hemman. 
Tiden på Räsy hemman präglades av ett livigt umgängesliv. 
| ”                                                               | Amiral Thitz var en öfver hela landet känd person. Hans jovialiska, i hälsans dagar oförbränneligt goda lynne och sällskaplighet förskaffade honom vänner hvart han kom. Hans personkännedom var ensamstående, han var en vandrande statskalender, hade till punkt och pricka reda på folks födelse- och namnsdagar, avancement o. s. v. samt roade sig ofta med att öfverraska äfven mindre bekanta personer med gratulationer till dylika bemärkelsedagar. Den muntraste bland de muntra, var han själfskriven medlem af komiteerna för nytta och nöje vid de badorter, han under somrarna frekventerade. | „ |
| – Utdrag ur J. C. Thitz dödsruna i Aftonposten 22 februari 1899 | |   |

## Eftermäle
Efter Thitz död hjälpte en fond i hans namn till att grunda Oulais kyrkbys folkskola. Fondens räntekapital användes för att bestå med kläder. 
Amiraalintie (Amiralsvägen) i Oulais är uppkallad efter Thitz. Hans elva förnamn har fått ge namn åt hotellrummen i Oulaisiska gårdskrogen Törmähovis östra del, den så kallade amiralflygeln.